# Peria (Nouvelle-Zélande)
Peria ou Pēria  est une localité de la région du Northland, située dans l’Île du Nord de la Nouvelle-Zélande.

## Situation
Elle siège au sud de la ville de Taipa  et à l’est de celle de Kaitaia.

## Toponymie
Le secteur était autrefois connu comme la vallée d’Oruru .

## Installations
Le marae local de nommé «Te Kauhanga»,et sa maison de rencontre (en) nommée: «Te Poho o Ngāti Kahu», sont le lieu de rassemblement des Ngāti Kahu (en) du hapū des Te Paatu ki Pēria (en)  , .

## Personnalité
Wiremu Hoani Taua (en), qui plus tard devint la première personne d’origine Maori à être appointée comme instituteur principal de l’école native, servit au niveau du « Peria Native School Committee » jusqu’en 1900.

## Éducation
L’école de « Peria School » est une école mixte assurant tout le primaire (allant de l’année 1 à 8) avec un taux de décile  de 2 et un effectif de 78 élèves .